# FCヴァード
FCヴァード（F.C. Vado）は、イタリア・リグリア州ヴァード・リーグレにホームを置くサッカークラブである。2015-16シーズンはセリエD・ジローネAに所属している。
1922年に行われたコッパ・イタリア第1回大会において決勝戦でウディネーゼを下して初代カップウィナーとなった。セリエAとそれ以前のイタリア選手権時代を含めて、トップディビジョンに所属した経験はない。

## タイトル

### 国内タイトル
- コッパ・イタリア：1回
  - 1921-22

### 国際タイトル
なし

## 過去の成績
- 2005-06 セリエD・ジローネA 6位
- 2006-07 セリエD・ジローネA 11位
- 2007-08 セリエD・ジローネA 17位 降格
- 2008-09 エッチェッレンツァ・リグーリア 14位 降格
- 2009-10 プロモツィオーネ・リグーリア・ジローネA 1位 昇格
- 2010-11 エッチェッレンツァ・リグーリア 7位
- 2011-12 エッチェッレンツァ・リグーリア 3位
- 2012-13 エッチェッレンツァ・リグーリア 優勝 昇格
- 2013-14 セリエD・ジローネA 7位
- 2014-15 セリエD・ジローネA 12位
- 2015-16 セリエD・ジローネA